# Ilovăț
Ilovăț é uma comuna romena localizada no distrito de Mehedinți, na região de Oltênia. A comuna possui uma área de 80.16 km² e sua população era de 1314 habitantes segundo o censo de 2007.